# Борий
Борий е химичен елемент със символ Bh и атомен номер 107 в периодичната система на елементите. Кръстен е на датския физик Нилс Бор.
Елементът е открит едва през 1976 г. от съветска изследователска група под ръководството на Юри Оганесян в института за ядрени изследвания в град Дубна, край Москва, но тогава не е разпознат. Резултатите са предадени официално в центъра за изследване на тежки йони „Хелмхолц“ в Дармщат. Там успяват да потвърдят елемента през 1981 г. и предлагат името Нилсборий. Елементът получава временното име унилсептий, а през 1994 г. Международният съюз за чиста и приложна химия дава последното му име – борий.